# یوسی گینزبرگ
یوسف «یوسی» گینزبرگ (به عبری: יוסי גינסברג) (۲۵ آوریل ۱۹۵۹) یک ماجراجو، نویسنده، کارآفرین، انسان دوستانه و سخنران انگیزشی اسرائیلی است که اکنون در خلیج بایرون، استرالیا مستقر است. گینزبرگ بیشتر به خاطر داستان بقای خود در بخش ناشناخته ای از جنگل آمازون بولیوی به مدت سه هفته در سال ۱۹۸۱ شناخته می‌شود. داستان بقاء گینزبرگ در تریلر روانشناختی جنگل در سال ۲۰۱۷ با بازی دانیل رادکلیف در نقش یوسی گینزبرگ به تصویر کشیده شد. داستان گینزبرگ همچنین در مجموعه مستند I Shouldn't Be Alive در کانال دیسکاوری به نمایش درآمد.
گینزبرگ د رحال حاضر یک کارآفرین فناوری و بنیان‌گذار برنامه‌های کاربردی تلفن همراه Headbox است که تمام فعالیت‌های رسانه‌های اجتماعی را در یک فید ادغام می‌کند و Blinq Technologies که به روز رسانی‌های زنده رسانه‌های اجتماعی و فعالیت‌ها را ارائه می‌دهد.